# Russell Hellickson
Russell Hellickson (Madison (Wisconsin), Estados Unidos, 29 de mayo de 1948) es un deportista estadounidense retirado especialista en lucha libre olímpica donde llegó a ser subcampeón olímpico en Montreal 1976.

## Carrera deportiva
En los Juegos Olímpicos de 1976 celebrados en Montreal ganó la medalla de plata en lucha libre olímpica de pesos de hasta 100 kg, tras el luchador soviético Ivan Yarygin (oro) y por delante del búlgaro Dimo Kostov (bronce).